# RMS Homeric (1913)
RMS Homeric, prvotno imenovana kot SS Columbus, je bil čezoceanski potniški parnik, zgrajen za nemško pomorsko družbo Norddeutscher Lloyd. Splovljen je bil leta 1913 v ladjedelnici F. Schichau v Danzigu v Nemčiji (danes Gdańsk, Poljska). Leta 1919 je bila ladja dana Veliki Britaniji, kot del nemške vojne odškodnine. Leta 1920 je ladjo kupila britanska družba White Star Line in jo iz Columbus preimenovala v Homeric. Med leti 1922 in 1935 je Homeric plul na čezatlanstki poti in služil za družbo White Star Line.

## Zgodovina
Britanska družba White Star Line je prvotno načrtovala, da bodo nove tri ladje razreda Olympic, Olympic, Titanic in Britannic zagotavljali redna tedenska čezatlantska potovanja. Vendar je Titanic potonil na svojem prvem čezatlantskem potovanju leta 1912 po trku z ledeno goro, Britannic pa je potonil leta 1916 potem, ko je zadel nemško morsko mino v Egejskem morju. 17.000-tonski Oceanic iz leta 1899 je bil prav tako izgubljen med vojno. Ko se je Olympic leta 1920 vrnil nazaj v čezatlantsko službo, mu je manjkalo nekaj sotekmecev, ki bi z njim pluli na čezatlantski poti. V skladu z določbami Versajske pogodbe, ki je za Veliko Britanijo naložila vojno odškodnino, je družba White Star Line želela dobiti nekaj velikih nemških ladij, ki so bile med vojno med gradnjo, vendar so bile ostale še vedno nedokončane. Eden je bil 56.000-tonski Bismarck, tretji in največji od treh velikih ladij razreda Imperator Alberta Ballina, ki je ostal nedokončan v ladjedelnici Blohm & Voss. Ta je bil prodan družbi White Star Line in preimenovan v Majestic. Drugi, ki ga je družba dobila, je bil 34.000-tonski Columbus pri F. Schicau v Danzigu.
Gradnja ladje Columbus se je začela leta 1912, ladja pa je bila splovljena 17. decembra 1913. Columbus je bil prvi od dveh ladij, ki jih je Norddeutscher Lloyd (severnonemški Lloyd) naročil za potivanje med Bremerhaveno in New Yorkom. S 34.000 tonami je bil Columbus takrat največja ladja na svetu, ki jo je poganjal batni motor. Ladja je bila zgrajena za razmeroma skromno delovno hitrost le malo nad 18 vozlov (33 km/ h).  White Star Line je leta 1920 kupila nedokončanega Columbusa in ga preimenovala v Homeric. Ladja je bila dokončana in začela služiti dve leti kasneje.
Leta 1920 se je gradnja ladje, pod vodstvom delavcev, poslanih iz ladjedelnice Harland & Wolff, nadaljevala, a delo je potekalo počasi, pestilo ga je pomanjkanje materiala in delovne sile, ki ni imela ambicije dokončati ladje samo zato, da bi jo predala Britancem. Končno je bila v celoti dokončana konec leta 1921 in Homeric je bil izročen Veliki Britaniji in družbi White Star Line. Nova ladja se je na svojih testiranjih na morju izkazala izjemno dobro; odlikovali so jo po stabilnosti v hudih vremenskih razmerah, značilnosti, ki bi ji prislužila veliko zvestih potnikov.

### Atlantska služba
Kot ena najbolj sijajnih ladij družbe White Star Line, je na novo dokončan Homeric prispel v Southampton 21. januarja 1922, 15. februarja 1922 pa je Homeric izplul iz Southamptona na svojo prvo plovbo v New York. Pridružil se je častitljivi stari ladji Olympic, še vedno eni izmed najbolj elegantnih ladij na Atlantiku, maja istega leta pa se je Bismarck, ki je bil uspešno preurejen v vodilno ladjo Majestic, pripeljal do konca tri-ladijske hitre službe, ki je delovala v neposredni konkurenci proti tekmecem družbe Cunard Line Mauretanie, Aquitanie in Berengarie (nekdanji nemški Imperator). 
Ker je Homeric hitro napredoval na čezatlantskih potovanjih, se je izkazal za eno najbolj priljubljenih ladij družbe White Star Line, čeprav je bila glavna skrb pri ladji njena hitrost, saj lahko dosegla hitrost le 18 vozlov (33 km / h; 21 mph) in s tem ni mogla izenačiti enake hitrosti kot njegova sotekmeca Olympic in Majestic, ki sta dosegla hitrost preko 21 vozlov (39 km / h; 24 mph), zaradi česar je bilo težko vzdrževati tedenski urnik. Po koncu druge sezone, oktobra 1923, je bil Homeric umaknjen iz čezatlantske službe zaradi podaljšane zimske prenove pri čemer so bili njeni kotli predelani na kurilno olje namesto na premog, kar je omogočilo zmanjšanje števila zaposlenih v strojnici s 300 na približno 100. Obsežna ponovna obdelava bi zahtevala celih osem mesecev v ladjedelnici, a 19. aprila 1924 se je ladja vrnila nazaj čezatlantsko službo, kar se je izkazalo za nekoliko hitrejšo, s povprečjem 19,5 vozlov (36,1 km / h; 22,4 mph). Kljub temu z 19,5 vozli se Homeric ni mogel uspešno izenačiti z Olympicom in Majesticom. Kljub temu se je povečanje za en dan zmanjšalo od povprečnega čezatlantskega potovanja. 
Na enem potovanju avgusta 1924 je Homeric v New York priplul en dan pozneje potem, ko je preživel močno nevihto ob severno-vzhodni obali ZDA. Ladjo je zadel 24 metrov visok val, ki je poškodoval sedem ljudi na ladji, razbil nekaj oken, podrl številne ležalnike na palubi ter povzročil, da je z ladje v morje padel eden od reševalnih čolnov. 
19. aprila 1925 je Homeric med plovbo v ZDA prejel SOS klice "Nevarnost je sedaj tu! Pridite hitro!" z japonske tovorne ladje SS Raifku Maru, ki je prevažala nevarne snovi in je v morju naletela na močno nevihto zaradi česar je v ladjo vdrla voda in ladja je začela postopoma toniti. Homeric je bil od japonske tovorne ladje oddaljen 100 kilometrov in je z 20 vozli plul proti položaju ladje. Ko je prispel na kraj nesreče, se je Raifiku Maru za 30 stopinj nagnila na stran, razburkano morje pa je Homericu preprečilo, da bi priplul dovolj blizu, da bi rešil posadko z ladje, ki se je neuspešno poskušala rešiti s svojimi reševalnimi čolni, ki so jih razbili razburkani valovi. Homericova posadka in potniki so nemočno opazovali, kako japonska tovorna ladja tone z vsemi osemindvajsetimi člani posadke. Ta incident je takrat postal sporen: Ko je Homeric prispel v New York, je več potnikov govorilo novinarjem, ki so Homericovo posadko obtožili, da se ni dovolj trudila, da bi rešila posadko prizadete ladje. Japonski tisk je Homericovo posadko celo obtožil rasizma. Te obtožbe so odločno zanikali.
Zgrajen z mislijo na ladijsko trgovino, je imel Homeric velik del nastanitev namenjenih priseljencem, in ko so ZDA sredi dvajsetih let omejile priseljevanje tujih naseljencev, je bil Homeric še posebej prizadet. Njena prvotna potniška kapaciteta je bila 529 prvega razreda, 487 drugega razreda in 1.750 tretjega razreda. Nekateri njeni čezatlantski prehodi so začeli izgubljati denar že leta 1926, v tem letu pa so nekatere njene boljše tretjerazredne nastanitve prenovili v novo uvedeni turistični razred. Od leta 1927 so ladjo v času ohlapnosti pošiljali na križarjenja po Sredozemlju in Karibih. Leta 1930 je bil drugi razred ukinjen in preimenovan v Turistični razred; dejansko so bile druge kabine in najboljše kabine tretjega razreda preimenovane, da bi ladijske nastanitve postale bolj privlačne za potencialne stranke. Od leta 1930 je bila njena zmogljivost 523 prvega razreda, 841 turističnega razreda in 314 tretjega razreda, kar je odražalo upad ladijske trgovine. 
V zgodnjih tridesetih letih je velika gospodarska kriza močno prizadela atlantsko trgovino, saj je bilo število potnikov precej nižje in ni bilo več dovolj potnikov, da bi podprli hitri prevoz s tremi ladjami, zato je bilo odločeno, da ladjo Homeric popolnoma umaknjejo iz čezatlantske službe in ga premestijo na križarjenja s polnim delovnim časom. 10. junija 1932 je Homeric zadnjič izplul iz New Yorka ter odplul nazaj v Southampton. Njegova čezatlantska kariera je bila zares kratkotrajna, saj je čezatlantsko službo opravljal le deset let. 

### Služba v križarjenju
Med potovanjem iz britanskih pristanišč v Sredozemlje je bil Homeric ena prvih linijskih linij, ki se je uporabljala izključno kot križarka, s tem položajem se je odlično odrezala in kmalu se je dobro uveljavila v križarjenju. Da bi bila bolj primerna za svojo novo vlogo, je bil Homeric opremljen z zunanjim bazenom in krovnim pokrovom. Čeprav Homeric ni nikoli bil vpleten v nobeno večjo nesrečo, je bila ladja medtem, ko je bila zasidrana na Tenerifih 28. septembra 1932 vpletena v en manjši incident. Majhna ladja Isla de Tenerife Cia Transmediterrania, med plovbo ob Homericu ni plula pravilno in je trčila ob bok ladje v bližini propelerja. Na srečo Homeric ni bil močno poškodovan in ladja je njeno križarjenje lahko dokončala. 

### Razrez
Kljub Homericovemu uspehu kot križarki se je finančno stanje v družbi White Star Line v zgodnjih tridesetih letih poslabšalo, Homericova prihodnost pa je postajala vse bolj mračna. Leta 1934 se je White Star Line združila z njihovim tekmecem Cunard Line in združeno podjetje je začelo racionalizirati njihove stroške in odstranjati odvečne stare ladje. Homeric je bil namenjena za razrez, vendar je zaradi dobro rezervirane sezone križarjenja dobil odlog. Julija 1935 je ladja sodelovala na pregledu katerega se je udeležil kralj Jurij V. Silver Jubilee, prestižna čast. Njeno zadnje potovanje kot križarka se je končalo 25. septembra 1935, nato pa je bila privezana na Ryde, otok Wight, dokler se razrez ni začel. Govorilo se je o njenih prvotnih nemških lastnikih Norddeutscher Lloyd, ki so jo kupili, da bi plula skupaj s sestrsko ladjo, preimenovano v Columbus, ki je bila še vedno v nemški lasti. Vendar se to nič ni zgodilo, ko so jo februarja 1936 prodali za razrez. Naslednji mesec je Homeric zadnjič odplul v Inverkeithing, kjer so ladjo v celoti razstavili v enem letu. 

## Ostanki
Kljub njenemu razrezu je veliko notranje opreme ostalo do danes. Nekdanji kino Rex v Stonehouseu na Škotskem ohranja nekaj Homericove velike notranjosti. Čeprav stavba na splošno ni odprta za javnost, saj jo občasno uporabljajo v skladišču, lastniki dovolijo vstop obiskovalcem. Pred kratkim je bil prikazan v 2. epizodi, 9. serije BBC-jevega programa Timeshift o zlati dobi podstavkov. Večina notranjosti prvega nadstropja je zdaj nedotaknjena kot del hotela Balgeddie House Hotel Glenrothes, vključno s talnimi ploščami, ki so zdaj talne plošče glavnega bivalnega prostora.